# Campomarino
Campomarino (arberesül Këmarini) község (comune) Olaszország Molise régiójában, Campobasso megyében.

## Fekvése
A megye északkeleti részén fekszik. Határai: Chieuti, Portocannone, San Martino in Pensilis és Termoli.

## Története
Első említése 997-ből származik, de alapítását a történészek sokkal korábbi időszakra teszik. A következő századokban különböző nemesi családok birtoka volt. A 19. században nyerte el önállóságát, amikor a Nápolyi Királyságban felszámolták a feudalizmust.

## Népessége
A népesség számának alakulása:

## Főbb látnivalói
- Madonna Grande-szentély
- Santa Maria a Mare-templom
- SS. Pietro e Paolo-templom
- Santa Cristina-templom